# Csalódás

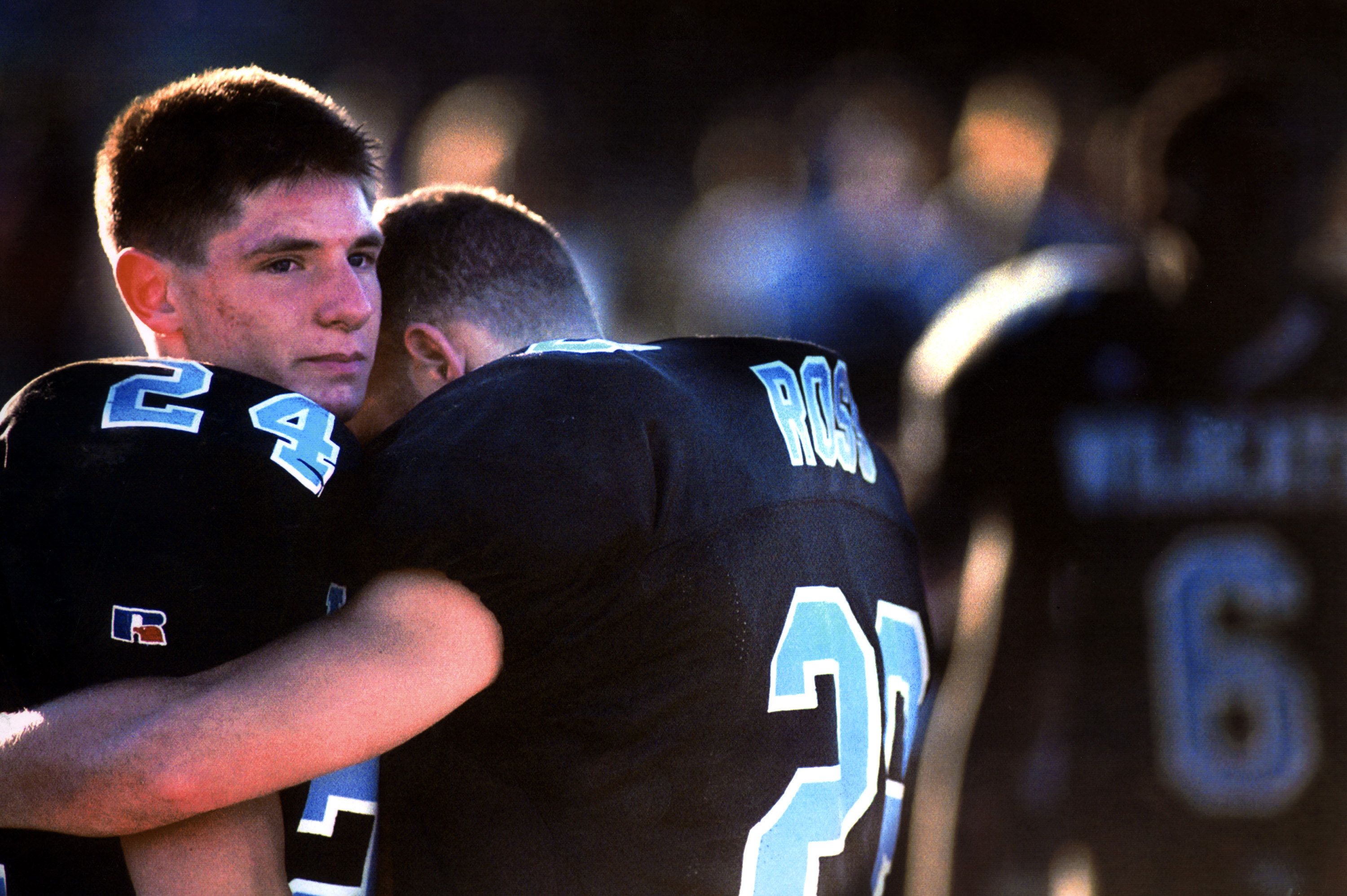
Csalódottság, amelyet amerikaifutball-játékosok fejeznek ki egy elvesztett meccs után

A csalódás egy olyan nem elégedett érzés, amely az elvárások vagy remények meg nem valósulását követi. Hasonló a megbánáshoz, de különbözik abban, hogy a megbánó személy elsődlegesen a személyes döntésre fókuszál, ami a rossz eredményhez vezetett, míg a csalódott ember az eredményre koncentrál. Pszichológiai stressz forrása. A csalódás tanulmányozása - az okai, a hatása és a foka amennyire meghatározza a döntéseket egy vággyal arra, hogy elkerüljük - a döntésvizsgálat területének központi témája mivel a csalódás egyike a két elsődleges érzelemnek, amely a döntésben részt vesz.

## Pszichológia

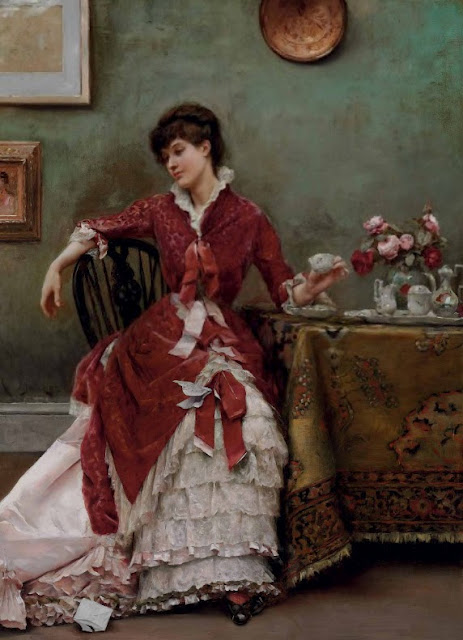
Csalódás (1882), Julius LeBlanc Stewart képe

A csalódás egy szubjektív válasz, amely egy várt jutalommal kapcsolatos. A csalódás pszichológiai eredménye az egyének között nagyban változik; míg némelyik gyorsan felépül, mások frusztrációval vagy hibáztatással néznek szembe, esetleg depressziósak lesznek.
Egy 2003-as tanulmány amely a gyerekek és a szülők együttes vizsgálatával foglalkozott és a depresszióra fókuszált, úgy értékelte, hogy genetikai prediszpozíció figyelhető meg ami lelassítja a felépülést a csalódást követően. Míg nem minden személy válaszol a csalódásra azzal, hogy depressziós lesz, a depresszió (a pszichoanalitikus elmélet self pszichológiai iskolájában) mindig a csalódás és frusztráció melléktermékeként jelenik meg.
A csalódás és a felkészülésére való képtelenség esetleges immunrendszer hibaként is jelentkezik optimistáknál. Míg az optimisták jobb egészségügyi állapotúak, kevesebb védelmet élveznek amikor hosszabb idejű vagy irányíthatatlan stressznek vannak kitéve, ez egy olyan jelenség, amit a kutatók "csalódás hatásnak" írnak le. A "csalódás hatás" azt jelenti ki, hogy az optimisták nem használják az "érzelmi ingerlést" hogy felkészüljenek a csalódásra, és emiatt nehezebben birkóznak meg vele, amikor mégis azt tapasztalják. Ez a csalódás hatás az 1990-es évek közepe óta vitatott. Suzanne C. Segerstrom jelentetett meg több cikket amely ezt a témakört vizsgálja. Az ő eredményei azt sugallják, hogy a csalódással való megbirkózási képesség helyett valószínűbb, hogy aktívan megragadják a problémát és ennek eredményeképpen némi immunitást élveznek.
1994-ben Ian Craib pszichoterapeuta publikálta könyvét a Csalódás fontossága címmel, amelyben összefűzi Melanie Klein és Sigmund Freud munkáit amivel azt az elméletet fejezi ki, hogy a csalódástagadó kultúrák - azaz a terápiakultúra - hamis elvárásokat támaszt az élet tökéletességével kapcsolatban és megakadályozza az embereket az egészséges önidentitás kialakításában. Craib két példát hozott a peres orvosi hibák áldozataira, akik egyszer elfogadták volna a balesetet mint az élet velejáróját és olyan emberekre, akik a gyászt tapasztalták valaki elvesztése után, és azt mondta, hamis modellt kaptak a felépülésre ami a terapeuta kényelmét szolgálta és nem a szenvedő félét.

## Elmélet

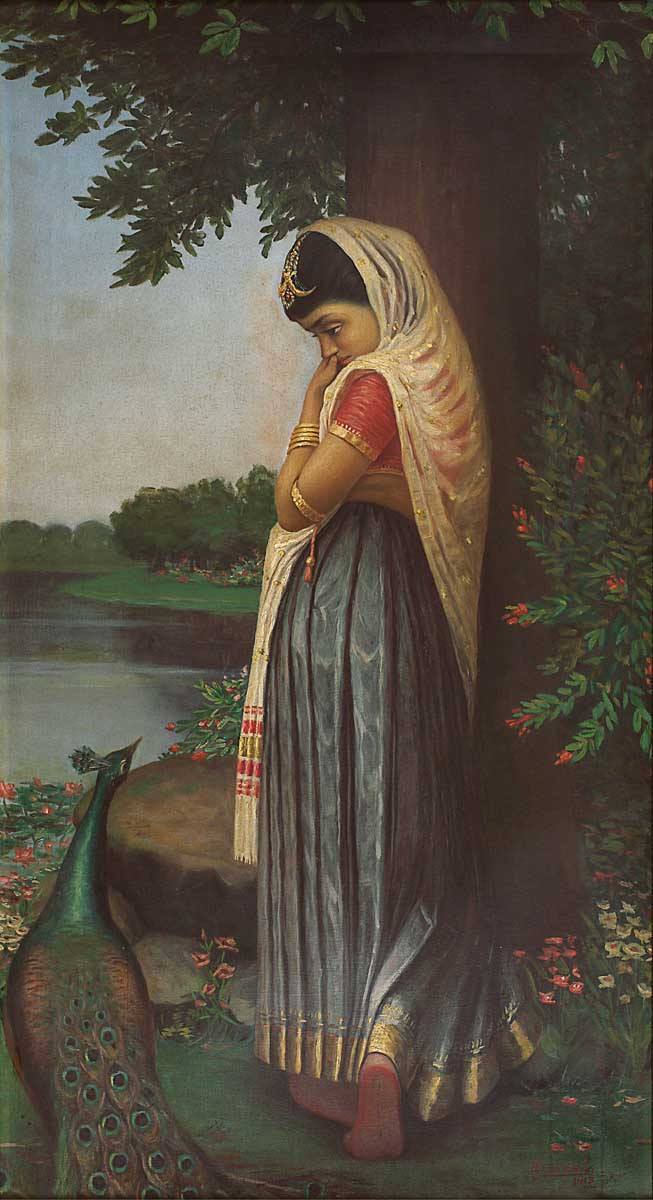
Cím nélkül - Nő pávával (1919), Jogesh Chandra Seal képe

A csalódáselmélet az 1980-as évek közepén alakult ki David E. Bell és azt követően Graham Loomes és Robert Sugden munkásságával, és azon az érzésen alapul, hogy az emberek akik kockázatot fontolgatnak, csalódottak amikor a kockázat eredménye nem olyan értékkel bír, mint a várt eredmény. A csalódáselméletet olyan különböző döntéshozási folyamatokban vizsgálták, amely a visszatérő migrációval foglalkozik, az adófizetési hajlandósággal és azzal, hogy a vásárló hajlandó fizetni. David Gill és Victoria Prowse kísérleti bizonyítékot adott rá, hogy az emberek idegenkednek a csalódástól amikor versenyeznek.
A csalódott egyének az alternatív eredményre koncentrálnak, amely jobb lett volna mint az, amelyet valójában tapasztaltak, egészen addig, míg a pozitív eredmények is csalódottsággal jártak. Egyik példa, amit Bell támogatott, azzal foglalkozik, hogy egy lottónyeremény, ami 10.000 dollárt jelent egy olyan esemény, ami elméletileg pozitívabban látható, ha az összeg a legmagasabb nyerhető összeget jelenti a lottóban, mintha a legalacsonyabbat jelenti. A döntésvizsgálók arra a feltevésre alapoznak, hogy az egyének a potenciális csalódásra számítanak és olyan döntéseket hoznak, amelyek miatt kevésbé valószínű, hogy ezt az érzést tapasztalni fogják. A csalódásidegenség egy magyarázat az Allais paradoxonra, egy olyan problémás válaszra, amelyben az emberek valószínűbben választanak biztos jutalmat, mint hogy kockáztassák a nagyobbat amikor a nagyobb jutalom kisebb valószínűséggel lehetséges, míg a nagyobb jutalmat választják a kisebb valószínűséggel ha mindkét opció kockázatos.
Míg a csalódáselmélet korai képviselői a várható eredményre fókuszáltak, a mostani vizsgálatok, amiket Philippe Delquié és Alessandra Cillo végzett az INSEAD-nál, arra koncentráltak, hogy milyen hatása van a későbbi csalódottságnak amikor a tényleges eredmény negatívan van megítélve a jövőbeni fejlődés szempontjából, például amikor egy személy többet nyer a tőzsdén, mint amit elvárt, emelkedett hangulatban lehet egészen addig, ameddig egy héttel később fel nem fedezi, hogy sokkal több profitja lehetett volna, ha várt volna még néhány napot az eladással. Ez a csalódástapasztalat a megfelelő viselkedésekre gyakorolt hatással járhat, és a vizsgálók azt állítják, hogy egy ilyen változókkal átszőtt csalódáselmélet fejlesztheti a viselkedési pénzügy tudományát. A csalódás mérése a megbánással együtt a válaszadók direkt megkérdezésével történt.

## Lásd még
- Frusztráció

## Fordítás
- Ez a szócikk részben vagy egészben  a   Disappointment című angol Wikipédia-szócikk ezen változatának fordításán alapul.  Az eredeti cikk szerkesztőit annak laptörténete sorolja fel. Ez a jelzés csupán a megfogalmazás eredetét és a szerzői jogokat jelzi, nem szolgál a cikkben szereplő információk forrásmegjelöléseként.